# Установка (психологія)
Настано́ва (Атитюд) — психологічний стан схильності суб'єкта до певної активності в певній ситуації. 
Явище відкрите німецьким психологом Л. Ланге (L. Lange, 1888); загальнопсихологічна теорія установки на основі численних експериментальних досліджень розроблена Д. Н. Узнадзе та його школою (1956). Найбільше етапи формування установки розкриті на базі поняття контрастної ілюзії. Разом з неусвідомлюваними простими установками виділяють складніші соціальні установки, ціннісні орієнтації особи і т.п
Тісно пов'язана з поняттями Несвідоме і Неусвідомлюване.
Термін «установка» введено до наукового обігу в соціології завдяки спільній праці американських соціологів В. Томаса і Ф. Знанецького[джерело?] «Польський селянин в Європі та Америці» (1918–1920)
Теорія установки Узнадзе зародилася і розвивалася як теорія, що описує одну з форм неусвідомлюваної нервової діяльності. Він намагався пояснити явища сприйняття, як віддзеркалення дійсності, і поведінку живої істоти.

## Додаткова література
- Керол Двек. Налаштуйся на зміни. Нова психологія успіху / пер. з англ. Юлія Кузьменко. — К.: Наш Формат, 2017. — 296 с. — ISBN 978-617-7513-57-4.